# Anténula

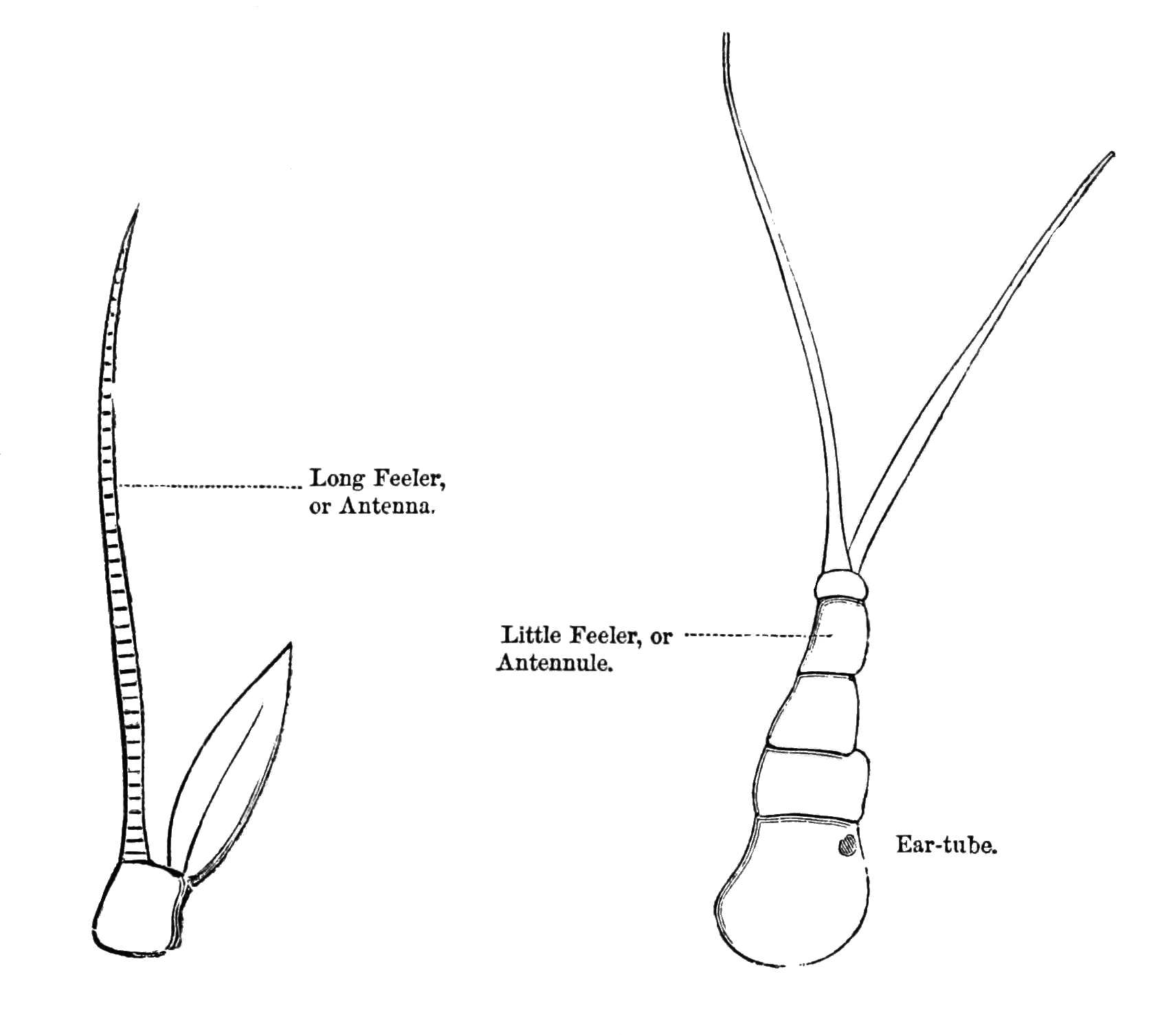
Antena (izquierda) y anténula (derecha) de una langosta.

En los crustáceos se denomina anténula, o primera antena, a cada uno de los apéndices de la cabeza de estos animales, situados en el primer somito cefálico —metámero soldado—, postrerior al acron).
Estos apéndices son unirrámeos, aunque en los malacostráceos tengan dos o hasta tres flagelos anillados.
Las anténulas están constituidas por una base, provista de un estatocisto, y de un flagelo articulado que tiene pelos olfativos (sensilias), por lo que su función es sensorial.
Como excepción, en algunas especies las anténulas están adaptadas a la prensión y/o la locomoción.

## Etimología
La voz anténula está formada por la raíz del substantivo antena, derivado del latín antēnna, con la adición del sufijo latino -ula, que indica diminutivo, debido a que son de mucho menor tamaño que las anternas del segundo par.

## Fisiología
La antenula tiene funciones determinadas por sus pelos sensoriales (sensilias).

Las sensilas quimiosensoriales y mecanosensoriales bimodales median la quimiorrecepción distribuida. 

### Quimiorreceptores
Los quimiorreceptores (QR) en el medio acuoso son sensibles a moléculas disueltas para olfato y para gusto.

#### Gusto
Las sensilas quimiosensoriales bimodales median la quimiorrecepción distribuida. 

#### Olfato
En el extremo distal de los flagelos laterales (LFD en inglés) de las anténulas de la langosta espinosa P. argus se encuentran las sensilias estetascas (aesthetascs) que median el sentido del olfato.

Los estetascos poseen quimiorreceptores, y están inervados por neuronas receptoras olfativas (ORN). Más de 300 neuronas ORN pueden inervar un solo estetasco. Las ORN se proyectan a los lóbulos olfativos del cerebro de P. argus, que tienen una organización de tipo glomérulo.